# Ion Panait
Ion Iulian Panait (Mizil, 5 de mayo de 1981) es un deportista rumano que compitió en lucha grecorromana. Ganó dos medallas de plata en el Campeonato Europeo de Lucha entre los años 2008 y 2010. Está casado con la luchadora Mihaela Sadoveanu.

## Palmarés internacional
| Campeonato Europeo | Campeonato Europeo  | Campeonato Europeo | Campeonato Europeo |
| Año                | Lugar               | Medalla            | Categoría          |
| ------------------ | ------------------- | ------------------ | ------------------ |
| 2008               | Tampere (Finlandia) | Medalla de plata   | 66 kg              |
| 2010               | Bakú (Azerbaiyán)   | Medalla de plata   | 66 kg              |